# 男友徵集中
「彼氏募集中」（男友募集中）是日本流行電音組合Perfume在廣島演藝學校時期，以ぱふゅ～む名義推出的第二張單曲。於2002年11月1日發行。唱片公司為もみじレーベル。

## 解説
- 單曲製作人和作曲是樂隊BAKUFU-SLUMP的成員パッパラー河合，在廣島內限定發售。
- 歌曲是一首帶有斯卡曲風的作品。CD版本的歌詞跟現場版本有一部份的不相同。

## 收錄曲
| 曲序     | 曲目                           | 时长 |
| -------- | ------------------------------ | ---- |
| 1.       | 彼氏募集中                     | 4:48 |
| 2.       | 彼氏募集中(オリジナルカラオケ) | 4:48 |
| 总时长： | 总时长：                       | 9:36 |